# Lüterkofen-Ichertswil
Lüterkofen-Ichertswil est une commune suisse du canton de Soleure, située dans le district de Bucheggberg.

## Histoire
La commune est née en 1961, à la suite de la fusion des anciennes communes de Lüterkofen et d'Ichertswil.